# San Agustin (Surigao del Sur)
San Agustin is een gemeente in de Filipijnse provincie Surigao del Sur op het eiland Mindanao. Bij de laatste census in 2007 had de gemeente bijna 20 duizend inwoners.

## Geografie

### Bestuurlijke indeling
San Agustin is onderverdeeld in de volgende 13 barangays:
| - Bretania - Buatong - Buhisan - Gata - Hornasan - Janipaan - Kauswagan | - Oteiza - Poblacion - Pong-on - Pongtod - Salvacion - Santo Niño |

## Demografie
San Agustin had bij de census van 2007 een inwoneraantal van 19.546 mensen. Dit zijn 4.701 mensen (31,7%) meer dan bij de vorige census van 2000. De gemiddelde jaarlijkse groei komt daarmee uit op 3,87%, hetgeen hoger is dan het landelijk jaarlijks gemiddelde over deze periode (2,04%). Vergeleken met de census van 1995 is het aantal mensen met 5.778 (42,0%) toegenomen.

De bevolkingsdichtheid van San Agustin was ten tijde van de laatste census, met 19.546 inwoners op 269,76 km², 51 mensen per km².